# Мартин Ердеш
Мартин Ердеш (Београд, 1966) je српски сликар.

## Биографија
Рођен је 1966. године у Београду. Дипломирао је на Факултету ликовних уметности Универзитета уметности у Београду 1995. у класи професорке Милице Стевановић и магистрирао је на истом факултету 2007. код професора Слободана Роксандића. Радио је као наставник у Високој школи ликовних и примењених уметности струковних студија у Београду од 2001, као професор од 2011. и као директор 2013—2016. године. Статус самосталног уметника је имао 1995—2001. Члан је Удружења ликовних уметника Србије од 1996. године и њихове статутарне комисије. Излагао је на више самосталних и групних изложби у земљи и иностранству. Аутор је петнаест позоришних сценографија и три позоришна плаката од 1991. године.